# Monte Paterno
Il monte Paterno (Paternkofel in tedesco) è una montagna delle Dolomiti alta 2.746 m s.l.m.. Posto nelle Dolomiti di Sesto al confine tra Veneto e Alto Adige, a fianco delle più rinomate Tre Cime di Lavaredo, è storicamente famoso dato che durante la prima guerra mondiale si trovava lungo la frontiera tra il confine italiano e quello austriaco e al suo interno furono quindi scavate alcune gallerie, tra cui la famosa galleria Paterno, per raggiungere la cima.

## Descrizione
Il Paterno è formato dall'intersezione di 3 creste: il Paterno vero e proprio a nord-ovest, la Croda Passaporto a sud e la cresta est, protesa verso il Pian di Cengia. Queste tre creste presentano diverse elevazioni e sono tutte attraversate dai resti dei camminamenti della Grande Guerra.

## Storia
Il Paterno propriamente detto venne conquistato nel 1882 da E. Künigl e dalla guida F. Innerkofler dalla Forcella del Camoscio (Gamsscharte), tramite quella che anche oggi è la via Comune e nel decennio immediatamente successivo vennero esplorati sistematicamente tutti i versanti del monte. La Croda Passaporto (Passportenkopf) fu scalata per la prima volta nel 1889 da Hans Helversen e la guida Sepp Innerkofler e sulle pareti dei suoi torrioni, rivolti verso le Tre Cime di Lavaredo si cimentarono nel corso degli anni '30 del XX secolo alcuni nomi illustri dell'alpinismo Dolomitico quali Mario Salvadori, Gino Soldà, Guglielmo del Vecchio ed altri, che aprirono alcuni itinerari di notevole difficoltà.
Nel periodo 1915-1917 il Paterno fu aspramente conteso dagli eserciti italiano ed austro-ungarico essendo in posizione strategica a dominio di ben tre forcelle.
Fin dall'inizio della prima guerra mondiale, sul fronte delle Dolomiti di Sesto, era chiara la posizione strategica del Paterno, ma solo agli esperti di montagna, e non alle alte cariche austriache, che decisero di trascurarlo, almeno inizialmente. Fu così occupato dagli italiani.
Solo il 4 luglio 1915 l'esercito austriaco decise di tentare un'azione per cacciare gli italiani dalla vetta. La notte del giorno precedente, la pattuglia volante di Sepp Innerkofler si avvicinò in assoluto silenzio alla vetta. Al mattino del giorno 4, l'artiglieria austriaca iniziò un massiccio attacco sulla cima del Paterno.
Nell'agosto del 1915 gli Alpini attaccarono massicciamente l'avvallamento sotto il Paterno riuscendo a conquistare il Sasso di Sesto e la linea si stabilizzò a nord del massiccio con le tre forcelle principali in mano agli Italiani.
Il 9 luglio 1974 cadde tra le Tre Cime di Lavaredo ed il monte Paterno un elicottero Bell 206 dell'Esercito Italiano (sigla "EI613"), pilotato dal Capitano Pier Maria Medici dell'ALE. A bordo inoltre vi erano due Ufficiali di SM della Brigata alpina "Tridentina" (Ten. Col. Renzo Bulfone, Ca. S.M. della Brigata e il Magg. Gianfranco Lastri, Capo Ufficio OAIO). A memoria dell'incidente, tra i due monti si trova una lapide commemorativa, composta anche dalle pale dell'elicottero.

### La morte di Sepp Innerkofler
Sulla cima del Monte Paterno rimase uccisa il 4 luglio 1915 una delle più famose guide alpinistiche della zona: Sepp Innerkofler, il comandante della Pattuglia Volante. Non accertate le cause della sua morte; colpito da una pallottola in fronte o ucciso con una pietra dall'Alpino calaltino del battaglione Val Piave, Pietro De Luca, che tentava di difendere la vetta del monte mentre una pattuglia di 6 uomini (tra cui Innerkofler) cercava di conquistarla.
La causa della morte di Innerkofler non è ancora certa, altre tesi dicono che sia morto in conseguenza di tiri mal direzionati dell'artiglieria austriaca.

## Via ferrata
Per raggiungere la vetta del monte Paterno, si deve percorrere la via ferrata De Luca-Innerkofler, una via ferrata non troppo complicata, ma pur sempre un sentiero per soli esperti.
Una volta scesi dalla vetta si ha la possibilità di concludere la via per il sentiero delle forcelle.

## Rifugi
- Rifugio Antonio Locatelli (Dreizinnenhütte in tedesco)
- Rifugio Auronzo
- Rifugio Pian di Cengia (Büllelejochhütte in tedesco)

## Galleria fotografica storica

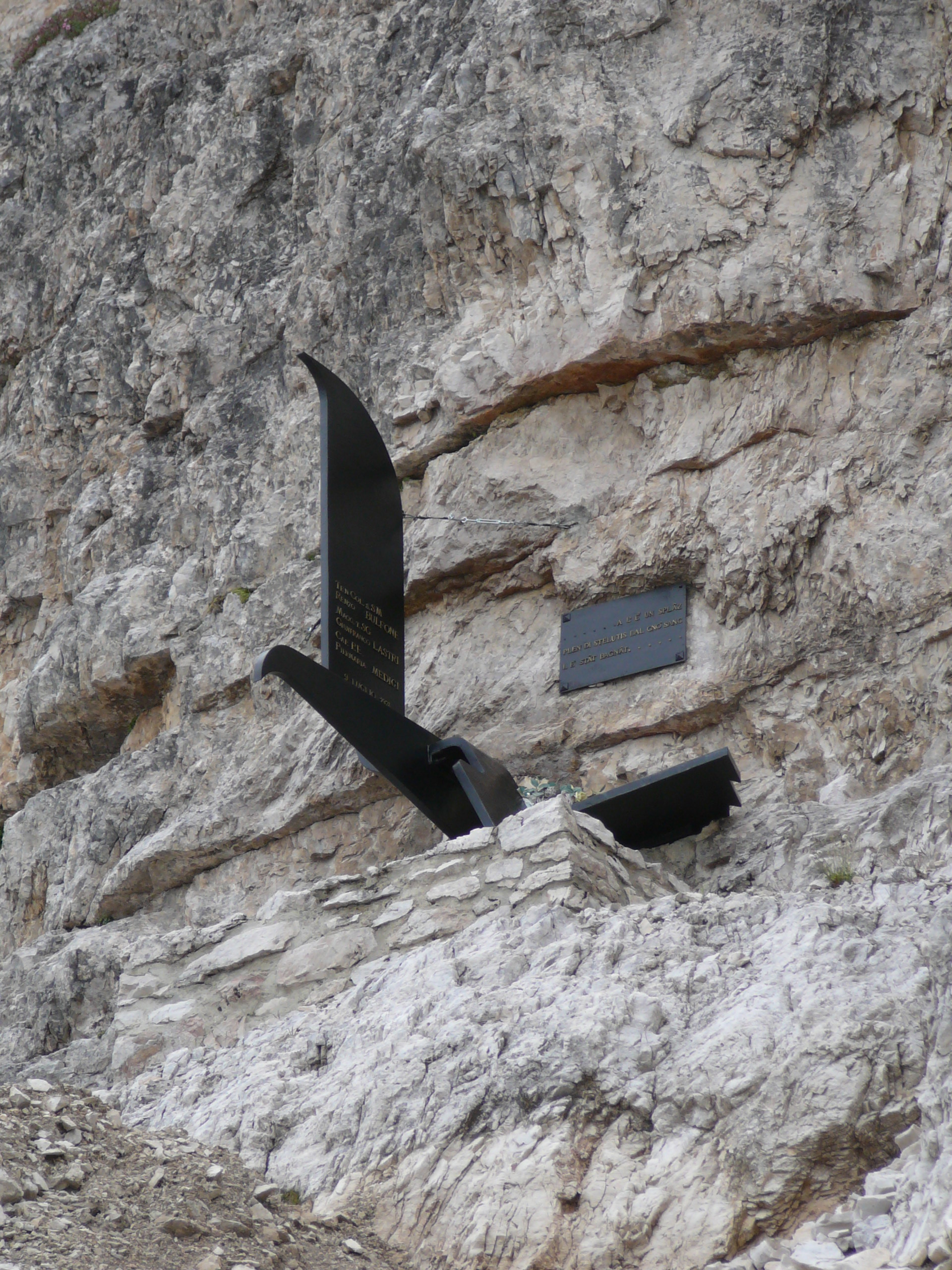
Monumento ai caduti